# Champions of Rock
Champions of Rock – szósty album kompilacyjny heavymetalowego zespołu Saxon wydany w 1996 roku przez wytwórnię Disky Communications B.V.

## Lista utworów
1. „Big Teaser” – 3:54
2. „Judgement Day” – 5:47
3. „Stallions of the Highway” – 3:00
4. „Backs to the Wall” – 3:20
5. „Still Fit to Boogie” – 2:50
6. „Power and the Glory” – 5:53
7. „Warrior” – 3:46
8. „To Hell and Back Again” – 5:00
9. „Hungry Years” – 5:24
10. „Sixth Form Girls” – 4:30
11. „Where the Lightning Strikes” – 4:19
12. „Calm Before the Storm” – 3:46
13. „For Whom the Bell Tolls” – 3:54
14. „Red Alert” – 4:31
15. „Back on the Streets” – 3:59
16. „Rock'n'Roll Gypsy” – 4:13